# Ислям в Турция
Исляма е основна религия в Турция. Изповядва се от 99,8 % от населението на страната (според данни на ЦРУ).

## Клонове на исляма
Положение на различните видове ислям в Турция:
| Религия                                      | Религия                                      | Оценки на населението                   | Мерки за забрана | Официалено признаване чрез Конституцията или международни договори | Правителствено финансиране на храмове и религиозни служители |
| Сунити – ханафити и шафити                   | Сунити – ханафити и шафити                   | 60 000 000 – 64 000 000 (78,2 – 84,7 %) | Не               | Да, чрез Дианетът споменат в Конституцията (чл. 136)               | Да, чрез Дианетът                                            |
| Шиити                                        | Общо                                         | ?                                       |                  |                                                                    |                                                              |
| Шиити                                        | Алевити                                      | 7 000 000 – 11 000 000 (9 – 14,5%)      | Да               | Не                                                                 | Не                                                           |
| Шиити                                        | Бекташи                                      | 7 000 000 – 11 000 000 (9 – 14,5%)      |                  | Не                                                                 | Не                                                           |
| Шиити                                        | Джафари                                      | ~ 3 000 000 (~ 4 %)                     |                  | Не                                                                 | Не                                                           |
| Шиити                                        | Алауити                                      | ~ 1 000 000                             |                  | Не                                                                 | Не                                                           |
| Недемонстративен ислям и ислям според корана | Недемонстративен ислям и ислям според корана | ~ 2 000 000 (~ 2 %)                     | –                | –                                                                  | –                                                            |

## Изповядващи ислям
Численост и дял на жителите които изповядват ислям според преброяванията на населението през годините:
| Година | Численост  | Дял (в %) |
| 1935   | 15 838 673 | 98,02     |
| 1965   | 31 129 854 | 99,17     |